# Шайфлинг
Шайфлинг (нем. Scheifling) — ярмарочная коммуна (нем. Marktgemeinde) в Австрии, в федеральной земле Штирия. 
Входит в состав округа Мурау.  Население составляет 1664 человека (на 31 декабря 2005 года). Занимает площадь 15,37 км². Официальный код  —  6 14 27.

## Политическая ситуация
Бургомистр коммуны — Христиан Гёттфрид (СДПА) по результатам выборов 2005 года.
Совет представителей коммуны (нем. Gemeinderat) состоит из 15 мест.
- СДПА занимает 11 мест.
- АНП занимает 3 места.
- АПС занимает 1 место.